# Ekonomiåret 1961

## Händelser
- 4 juli - SAS meddelar att Åke Rusck, företagets VD sedan 1 januari 1958, omedelbart skall lämna företaget.[1]
- 31 december - Marshallhjälpen upphör efter att ha delat ut 12 miljarder dollar för återuppbyggnad av europeiska stater.[2]

## Avlidna
- 29 juni - Elof Ericsson, 72, svensk disponent, tidigare chef för Åtvidabergs industrier.[1]